# Бож
Бож (позднелат. Boz, Booz, Box; ум. ок. 375) — вождь антов, упомянутый историком Иорданом в своём сочинении «О происхождении и деяниях гетов» в связи с войной против него остготского короля Витимира.
Вначале готы потерпели от антов поражение, однако после стали действовать решительнее и смогли около 375 года захватить в плен и распять короля Божа («regemque eorum Boz»), его сыновей и 70 антских старейшин (primatibus). Но уже через год Витимир погиб в бою с гуннским царём Баламиром. Само столкновение антов с готами, согласно выводам археологов, происходило на Левобережье Днепра, в ареале киевской археологической культуры.

## Происхождение имени
По версии М. H. Тихомирова, имя Божа связано с племенным названием бужан, живших по Западному Бугу и имевших известный в эпоху Киевской Руси город Бужск, или Бозк. Г. В. Вернадский увязывал с известием Иордана свидетельство арабского автора X века Аль-Масуди о вожде народа valinana (другим названием волынян по летописи является бужане) по имени Маджак, повелевавшем некогда славянами, считая, что это искажённое имя Божа.
В. А. Розов первым выдвинул предположение, что имя Boz исходит из праславянского слова *vožь (или *vodjь) и означало титул «вождь». Е. Ч. Скржинская стояла на той же позиции, но отмечала, что оно могло быть и именем собственным антского руководителя, а не только титулом. О. Н. Трубачёв также считал, что Boz Иордана отражает раннеславянское *voǯь в значении «вождь».

## «Время Бусово» в «Слове о полку Игореве»
С именем Божа (Боз, Boz) некоторые исследователи сопоставляют упоминание в «Слове о полку Игореве», литературном памятнике XII века, «время бусово», про которое «поют готские красные девы». Н. Г. Головин в 1846 году, а за ним Е. М. Огоновский впервые связали имя Божа с «временем Бусовым», упомянутым в «Слове». А. А. Шахматов, П. Н. Третьяков и другие исследователи считали этот эпизод «Слова» доказательством существования древнейшего славянского предания о войне Божа с готами.
Против этой точки зрения в 1927 году выступил А. А. Васильев, считавший, что естественнее было бы отнести имя Буса к какому-либо половецкому хану, а не жившему в IV веке анту. О. В. Творогов также назвал гипотезу Головина-Огоновского сомнительной и искусственной. Упомянутые версии, по мнению некоторых исследователей, являются сомнительными, а упоминание о «бусовом времени» в «Слове» — загадочным и тёмным.

## В неоязычестве
Бус занимает существенное место в псевдоисторических работах неоязыческого автора Александра Асова (псевдоним — Александр Бу́сов; известен также как Бус Кресень), известного своими переводами «Велесовой книги». На основе «Велесовой книги» Асов создал «славянорусскую (славяноведическую) идею», согласно которой исходная «ведическая» традиция, по его мнению сохранённая в «Велесовой книге», лежит в основе большинства современных религий, исказивших эту традицию. Асов считает Иисуса Христа потомком Ария Оседня, внука Дажьбога, упомянутых в «Велесовой книге» (вариация «арийского христианства»). По утверждению Асова, «ведисты [признающие подлинность „Велесовой книги“] верят (и ведают), что и до Иисуса Христа к славянам и др. народам приходили Сыны Бога. Приходил также Мессия Сын Божий и через 400 лет после Христа» — князь Русколани Муж Правый Бус Белояр (Старый Бус). Крест Асов считает «ведическим» символом.
Согласно псевдоисторической реконструкции Асова, «славяно-русы» после долгих странствий остановились в «Русколани Антии», «первом славяно-русском государстве» с центром в Кияре, или Киеве Антском. Здесь князь Бус распространил ведическую веру вместе с учением о Прави, Яви и Нави (как идти «Путём Прави»). Бус победил врагов, включая вождя готов Германариха. В конечном итоге побеждённый Бус был распят. По Асову это стало исторической основой для «легенды» о распятии Иисуса. Христиане «Русколани» и Боспора признавали Буса Христом, и Бус, подобно Христу, воскрес на третий день в воскресенье.
Асов утверждает, что каждые 532 года (период по количеству лет соответствует христианскому великому индиктиону, но конкретные великие индиктионы не связаны с хронологией Асова) рождается «великий Учитель Мира». Такой фигурой был Бус Белояр, который, по Асову, родился 20 апреля 295 года, затем — Ягайло Ган (фигура «Ягайло Ган смерд» была вымышлена А. И. Сулакадзевым), который составил «Велесову книгу» («таковым Учителем мы вправе признать творца ВК [„Велесовой книги“]»), выходец из Польши, чем Асов объясняет полонизмы в её тексте (не объясняя, почему Ягайло плохо знает польские носовые, вставляя их в «Велесовой книге» не к месту, и почему Асов стремится устранить из текста эти полонизмы). Асов писал, что Ягайло Ган родился в 791 году (следовательно, Буса и Ягайлу разделяет 496 лет, а не заявленные 532 года).
Асов дополнил «Велесову книгу» «новыми» частями — «Гимном Бояна» и надписью на «монументе княза Буса». «Гимн Бояна» представляет собой «рунический текст», приписанный Бояну, древнерусскому поэту-певцу, упоминающемуся в «Слове о полку Игореве» и «Задонщине». «Гимн» считается учёными фальсификацией, созданной в начале XIX века собирателем древностей Александром Сулакадзевым. Сулакадзев снабдил «Гимн» произвольным «переводом», где, в частности, упоминается Старый Бус в качестве отца Бояна и сына некого Злагора (или Злогора): «Старый Бус, Боянов отец, / Охранитель младого Волхва, / Славься над врагами». Асов даёт свою транскрипцию и свой перевод «Боянова гимна», который он датирует IV веком, благодаря чему, основываясь на ряде псевдонаучных построений, «устанавливает» дату рождения Буса (20 апреля 295 года). Надпись на монументе Бояна Асов обнаружил в Государственном историческом музее. Она представляет собою индуистский гимн, содержащий повторение священного слога Ом. В комментарии Асова утверждается, что до 368 году Бус произвёл реформу славянского календаря, и православная церковь в России пользуется им до настоящего времени.